# Ян Ліп'янський
Ян Ліп'янський (словац. Ján Lipiansky; 23 липня 1974, м. Братислава, ЧССР) — словацький хокеїст, центральний нападник, згодом тренер. 

## Кар'єра
Вихованець хокейної школи «Слован» (Братислава).Виступав за «Слован» (Братислава), «Герші Берс» (АХЛ), ХК «Карлови Вари», «Ессят» (Порі), «Таппара» (Тампере), «Словнафт» (Всетін), ХК «Амбрі-Піотта», «Кассель Хаскіс», ХК «Кошице», ХКм «Зволен».
У чемпіонатах Словаччини — 545 матчів (225+229), у плей-оф — 103 матчів (39+57). У чемпіонатах Німеччини — 17 матчів (1+1), у плей-оф — 7 матчів (2+2).
У складі національної збірної Словаччини провів 31 матч (6 голів); учасник чемпіонату світу 1999 (6 матчі, 0+0). У складі молодіжної збірної Словаччини учасник чемпіонату світу 1994. У складі юніорської збірної Чехословаччини чемпіон Європи 1992.
Досягнення
- Чемпіон Європи в складі юніорської збірної Чехословаччини 1992.
- Чемпіон Словаччини (2000, 2003, 2012).